# 슈퍼스타K 6 참가자 목록
다음은 M.net의 스타 오디션 프로그램 슈퍼스타 K 시리즈의 여섯 번째 시즌 《슈퍼스타K 6》의 참가자들을 나열한 목록이다. Top 11과 그 외 저명한 참가자들을 나열한다.

## TOP 11

### 이준희
대한민국 전라북도 군산출신 15살 참가자, 세번째 생방송에서 탈락되었다.

### 여우별밴드
전남 함평출신 4인조 밴드 그룹, 첫 생방송에서 탈락되었다.

## 그 외

### 녹스
TOP14.

### 와러써커스
TOP14.

### 더블 T.O.V
TOP24.

### 재스퍼 조
TOP24.

### 강마음
TOP24.

### 볼빨간사춘기
TOP24.

### 북인천19
TOP24.

### 김설아
김설아는 현 이큐브미디어 소속으로 Mnet에서 주최하는 PRODUCE 101 5회에서 탈락하였다.

### 정승환
이후 K팝 스타 4에서 준우승을 차지했다.

### 김영근
이후 슈퍼스타K 2016에서 우승을 차지했다.

### 김민석
멜로망스 멤버.

### 김소희
걸그룹 네이처의 멤버.

### 정동환
멜로망스 멤버.